# 城山村 (和歌山県)
城山村（しろやまむら）は、和歌山県有田郡にあった村。現在の有田川町の中部、有田川の中流域、二川ダムの南方一帯にあたる。

## 地理
- 山岳：鳥泊山、五社山
- 河川：有田川

## 歴史
- 1889年（明治22年）4月1日 - 町村制の施行により、二川村・東大谷村・日物川村・境川村の区域をもって発足。
- 1955年（昭和30年）5月10日 - 八幡村・安諦村と合併して清水町が発足。同日城山村廃止。

## 出身著名人
- 建畠大夢